# Rörelse i konsten

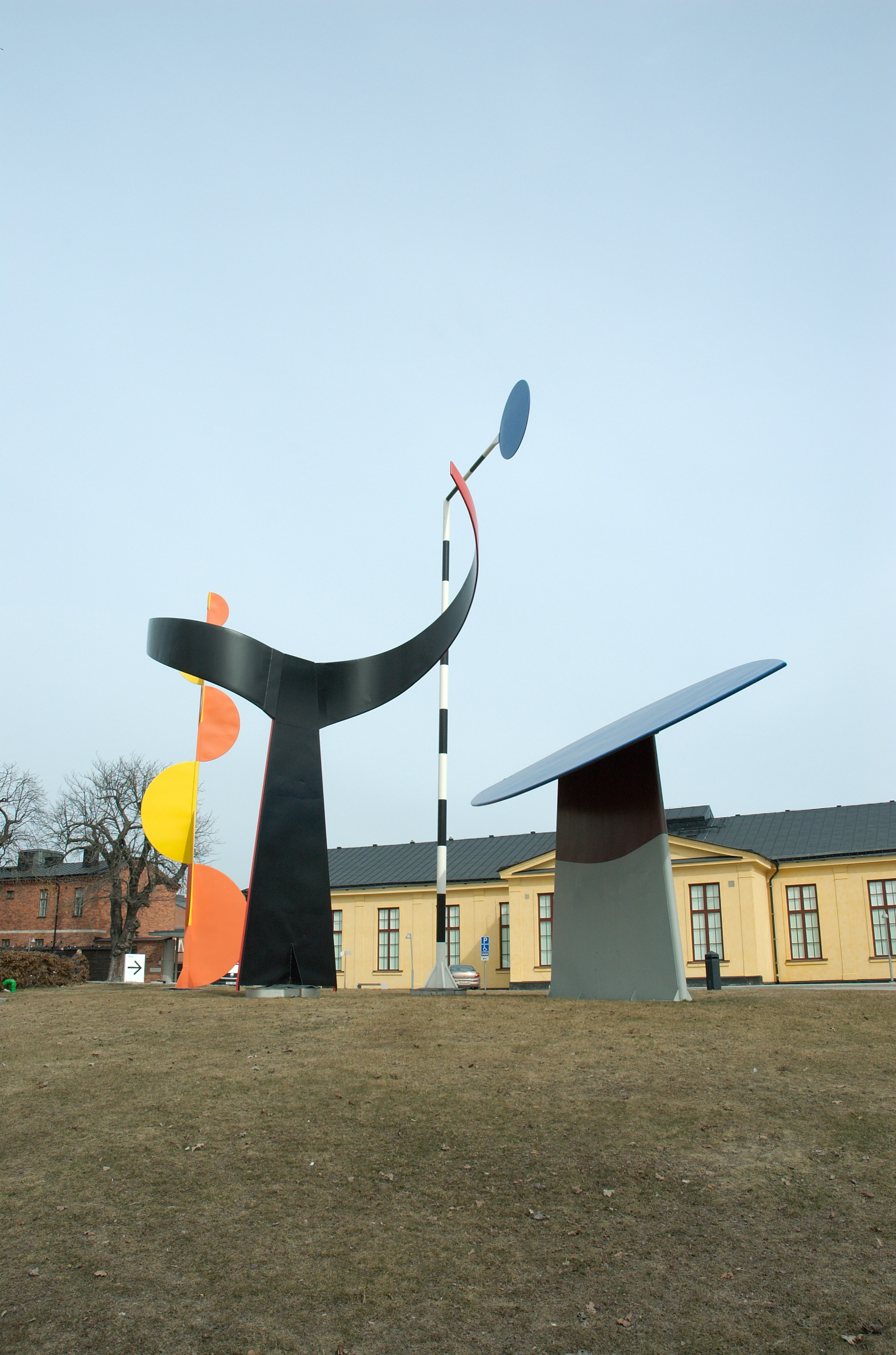
Alexander Calders De fyra elementen tillkom för utställningen Rörelse i konsten

Rörelse i konsten (nederländska: Bewogen Beweging, danska: Bevægelse i kunsten ) var en utställning, som visades på Stedelijk Museum i Amsterdam, Moderna museet i Stockholm och Louisiana utanför Köpenhamn 1961. 
Utställningen marknadsfördes som "den första internationella utställningen om rörelse i konsten (Art in Motion)". Den skisserade historien av rörelse som en ingrediens i konst, från futurismen till samtid. På utställningen visades 233 verk av 83 konstnärer från 18 länder. Representerade konstnärer var bland andra Yaacov Agam, Hans Bellmer, Pol Bury (1922-2005), Alexander Calder, Marcel Duchamp, Viking Eggeling, Alberto Giacometti, Einar Höste, Robert Jacobsen, Jasper Johns, El Lissitsky, Kazimir Malevitj, László Moholy-Nagy, Bruno Munari (1907-98), Francis Picabia, Robert Rauschenberg, Man Ray, Niki de Saint Phalle, Jean Tinguely, Nicolas Schöeffer (1912-92), Takis (född 1925) och Per-Olof Ultvedt. Jean Tinguely hade med 28 verk i utställningen.
Utställningens kurator var Pontus Hultén, vilken samarbetade med bland andra Daniel Spoerri.

## Avtryck
Rörelse i konsten var betydelsefullt för kännedomen om Moderna museet i konstvärlden. Ett bestående minne i Stockholm av utställning är Alexander Calders skulptur De fyra elementen, som tillkom för utställningen. Jean Tinguelys och Niki de Saint Phalles Paradiset har också fått en permanent placering utanför Moderna museet. Till utställningen gjordes också kopior av verk av Marcel Duchamp, till exempel Cykelhjulet och Bruden avklädd av sina ungkarlar, till och med.
Efter utställningen Bewogen Beweging hade Stedelijk Museum utställningen Dylaby, ein dynamisches Labyrinth hösten 1962 med Jean Tinguely, Daniel Spoerri, Robert Rauschenberg, Martial Raysse, Niki de Saint Phalle och Per Olof Ultvedt.
Utställningen Hon - en katedral gjordes 1966 på Moderna museet i Stockholm med Jean Tinguely, Niki de Saint Phalle och Per Olof Ultvedt, på initiativ av Pontus Hultén.